# Prova e Casteição
Prova e Casteição es una freguesia portuguesa del municipio de Mêda, distrito de Guarda.

## Historia
Fue creada el 28 de enero de 2013 con el nombre de União das Freguesias de Prova e Casteição en aplicación de una resolución de la Asamblea de la República de Portugal promulgada el 16 de enero de 2013 con la unión de las freguesias de Casteição y Prova, pasando su sede a estar situada en la antigua freguesia de Prova. Esta denominación se mantuvo hasta el 11 de febrero de 2015 que pasó a su actual nombre en aplicación de la Ley n.º 11/2015 que modificaba su denominación.

## Demografía
| Gráfica de evolución demográfica de Prova e Casteição entre 2011 y 2021 |
|                                                                         |
| Datos según el nomenclátor publicado por el INE portugués.              |